# Rosine Mbakam
Rosine Mbakam (Yaundé, 1980) es una directora de cine camerunesa residente en Bélgica. Sus trabajos más conocidos son los documentales Las dos caras de una mujer bamileke (2016) y Chez Jolie Coiffure (2018) con la que ganó varios premios internacionales. En ellos Mbakam deconstruye la mirada colonial que provoca la discriminación social de las personas migrantes en Europa. La sensibilidad y la riqueza con que trata el fenómeno migratorio la han convertido en una de las cineastas más relevantes del actual panorama de no ficción creativa. En 2021 estrenó el documental sobre la prostitución titulado Delphine’s Prayers.

## Biografía
Rosine Mbakam nació en Camerún en 1980. Es originaria de Tonga, en el departamento de Ndé, en la región Oeste de Camerún. Creció en una familia tradicional bamileke de Yaundé.
Mbakam dio sus primeros pasos en el cine en 2001 y se formó en audiovisuales en Camerún entre 2001 y 2004 en la COE, una organización no gubernamental italiana con sede en Yaundé. Después trabajó en el canal de televisión camerunés privado Spectrum Television (STV), donde hizo tareas de reportera y directora de programas del 2004 al 2007.
En 2007, cuando tenía 27 años, dejó Camerún para ir a vivir a Bélgica y se matriculó en el Instituto Supérieur des Arts (INSAS) de Bruselas, donde continuó sus estudios de cine y producción audiovisual. Se graduó en el INSAS en 2012.

## Trayectoria profesional
Mbakam hizo sus primeros cortometrajes mientras aún era estudiante: Un cadeau (2010) y Les Portes du Passé (2011). El mismo año codirigió con Mirko Popovitch la película Mavambu, un retrato del artista congoleño Freddy Tsimba producido por Africalia. Después de terminar los estudios, dirigió y editar películas y documentales para la productora Africalia mientras dirigía sus propias obras. En 2014 cofundó la productora Tândor Productions con Geoffroy Cernaix.

### Las dos caras de una mujer bamileke
En 2016, Mbakam dirigió su primer largometraje, un documental titulado Las dos caras de una mujer bamileke. Es un documental personal de 76 minutos en el que la directora explica el regreso a su país natal, con su marido francés y su hijo, después de una ausencia de siete años. Se compone de una serie de conversaciones entre la directora y su madre, principalmente, sobre diversos temas relacionados con la familia, el género y la política.

### Chez Jolie Coiffure
Mbakam dirigió una segunda película en 2018 titulada Chez Jolie Coiffure. El documental de 71 minutos trata de la inmigración, la vida cotidiana y las dificultades de los migrantes africanos en Europa. La película tiene lugar en Bruselas en una peluquería dirigida por un migrante camerunés en el distrito de Matonge.

## Filmografía
- 2010: Un cadeau
- 2011: Mavambu
- 2011: Les Portes du passé
- 2012: Tu seras mon Allié[20]
- 2016: Las dos caras de una mujer bamileke
- 2018: Chez Jolie Coiffure[21]
- 2021: Les Prières de Delphine[5]